# City Morgue
City Morgue — американський хіп-хоп гурт з Нью-Йорку, відомий своїми суперечливими музичними відео, які демонструють інтенсивне використання наркотиків, насильства, зброї (головним чином вогнепальної зброї) та оголеного тіла. Учасниками гурту є ZillaKami з Бей-Шор, SosMula з Гарлему і Thraxx як продюсер багатьох пісень. Вони привернули увагу Pigeons and Planes, No Jumper, Mass Appeal, і митців з обох основних і андеграунд сцен. Їх дебютний студійний альбом «Hell Or High Water, Vol. 1» випущено 12 жовтня 2018 року.

## Задній план
До формування City Morgue в 2017 році Джуніс Роджерс, професійно відомий як ZillaKami, активно співпрацював з Tekashi 6ix9ine в андеграунд хіп-хоп сцені в Нью-Йорку, де Роджерс написав багато ранніх пісень 6ix9ine. Пізніше 6ix9ine здобуде значну світову популярність і отримає визнання від відомих виконавців, таких як Нікі Мінаж і Kanye West. Іншим співавтором був його старший брат Пітер Роджерс, відомий професійно як RighteousP, генеральний директор музичного лейбла Hikari-Ultra. Брати розірвали співпрацю з 6ix9ine після того, як він відмовився виплати заборгованості за трек. У відповідь, ZillaKami та інші недоброзичливці публічно поширювали інформацію про звинувачення в сексуальних злочинах 6ix9ine.
ZillaKami зустрів Vinicius Sosa, відомий як SosMula, у свій перший день виходу з в'язниці, і почав створювати пісні після зустрічі з продюсером Bouabdallah Sami Nehari, відомим як Thraxx. Разом трійця зробила багато проектів такі як: SHINNERS 13, 33-d Blakk Glass і SK8 HEAD, численні сингли і альбом CITY MORGUE VOL 1: HELL OR HIGH WATER.
ZillaKami також був включений в сингл «Vengeance» 2018 року Дензела Каррі з його альбому Ta13oo. Дензел Каррі представив City Morgue на TA1300 tour, завдяки схожості в музичному стилі, яку вказував Дензел Каррі і дует. Вони також з'явилися на піснях з $ ubjectz, Cameronazi та інших.

## Дискографія

### Студійні альбоми
- City Morgue Vol 1: Hell or High Water (2018)